# Presqu'île de la Société de géographie
La presqu'île de la Société de géographie est une presqu'île des îles Kerguelen, ainsi nommée en 1913 ou 1914 par Raymond Rallier du Baty et son frère Henri Rallier du Baty en hommage à la Société de géographie, qui avait apporté son patronage à leur expédition. Elle apparaît sur la carte de Rallier du Baty de 1922.

## Géographie

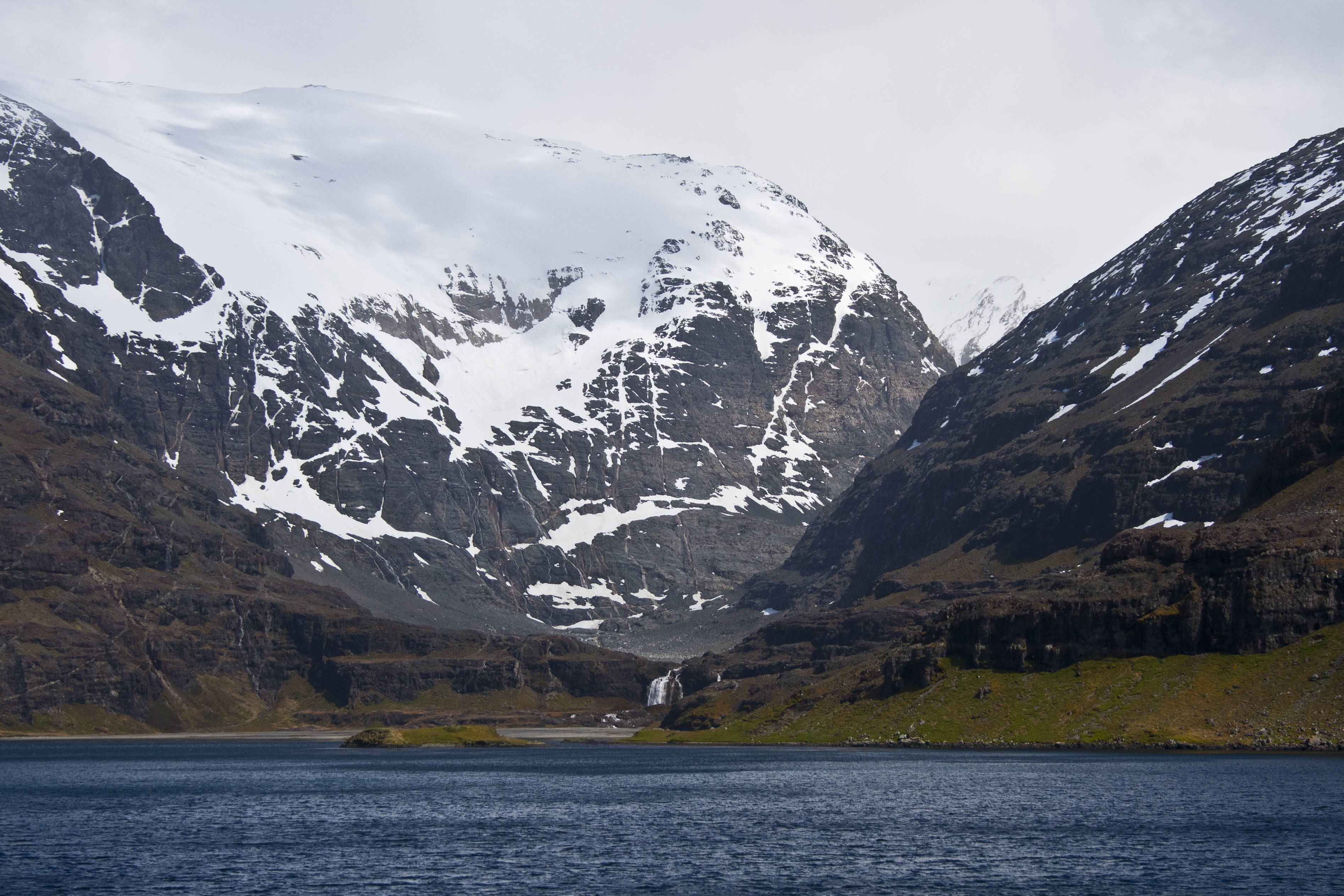
La presqu'île de la Société de Géographie vue depuis la baie du Français avec la cascade émissaire visible du lac Virgule.

La presqu'île est située au nord-ouest de la Grande Terre, entre la péninsule Loranchet (formant la baie Laissez-Porter) et l'île Foch (formant la baie du Français). Elle comprend, dans le sens horaire, les sommets suivants : 
- le mont Rabot ;
- le mont Pietri (941 m) ;
- le mont Guillaume Grandidier (921 m) ;
- le mont Richards (1 081 m) ;
- le mont Jullemier (878 m).

Le lac Virgule est le principal lac de la presqu'île, avec également deux (ou trois) autres lacs de cratères.
L'accès y est possible quasi uniquement par bateau (en général La Curieuse).